# The Haunted Melody
The Haunted Melody è l'album di debutto dello Steve Howe Trio. È stato pubblicato nel 2008.

## L'album
Registrato tra il 7 e l'8 ottobre 2007, l'album non contiene nessun brano originale. Si compone infatti di 11 cover: quattro sono di brani della carriera solista di Steve Howe, tre sono degli Yes (Mood for a Day, Siberian Khatru e Close to the Edge), due di Kenny Burrell, uno di Rahsaan Roland Kirk e uno di Jimmy Smith.

## Lista tracce
1. Kenny's Sound (Kenny Burrell) – 4:38
2. Mood for a Day (Yes cover) (Steve Howe) – 5:46
3. The Haunted Melody (Rahsaan Roland Kirk) – 4:33
4. Siberian Khatru (Yes cover) (Jon Anderson, Steve Howe, Rick Wakeman) – 5:02
5. Blue Bash (Jimmy Smith) – 6:08
6. Momenta (Steve Howe) – 7:32
7. Laughing With Larry (Steve Howe) – 3:36
8. Travelin' (Kenny Burrell) – 5:02
9. Dream River (Steve Howe) – 5:36
10. Close to the Edge (Yes cover) (Jon Anderson, Steve Howe) – 4:49
11. Sweet Thunder (Steve Howe) – 4:53

## Formazione
- Steve Howe – chitarra elettrica ed acustica
- Ross Stanley – organo
- Dylan Howe – batteria